# José María Galván y Candela

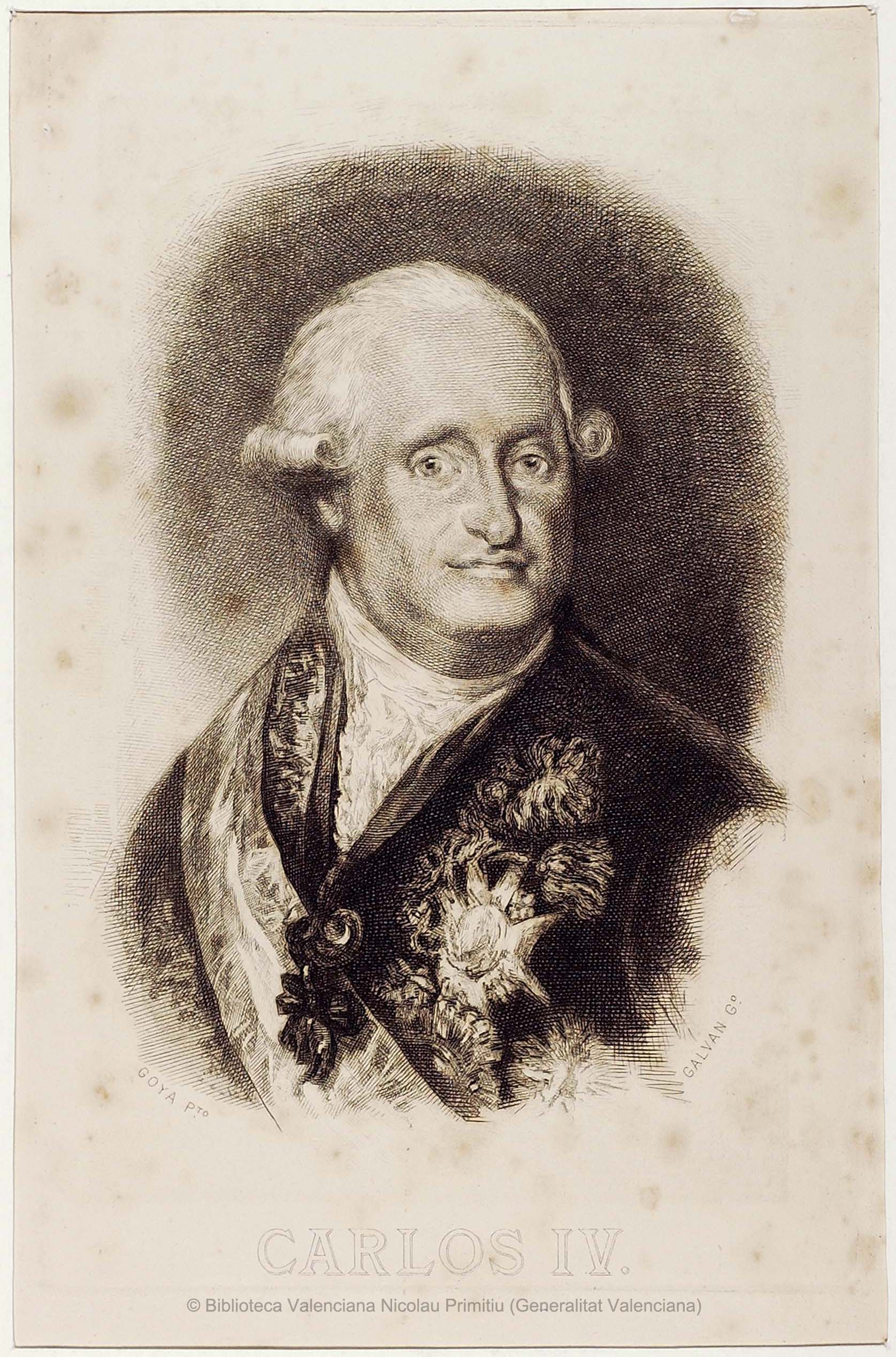
Rycina przedstawiająca króla Karola IV, na podstawie obrazu Francisca Goi

José María Galván y Candela (ur. 1 sierpnia 1837 w Madrycie, zm. 1899 tamże) – hiszpański malarz i rytownik.
Uczył się w szkole wyższej podlegającej Akademii Sztuk Pięknych św. Ferdynanda w Madrycie. Zajmował się głównie grawerstwem i malarstwem religijnym. Wykonał liczne ryciny na podstawie dzieł Francisca Goi. Pracował jako ilustrator dla czasopism zajmujących się sztuką. Współpracował przy opracowaniu ilustrowanego zbioru najważniejszych dzieł Królewskiej Akademia Sztuk Pięknych św. Ferdynanda w Madrycie (Cuadros selectos de la Real Academia de Bellas Artes de San Fernando), wykonał m.in. rysunek i rycinę na podstawie Pogrzebu sardynki i Portretu Leandra Fernándeza de Moratína Francisca Goi.